# Rémy de Gourmont
Rémy de Gourmont, född den 4 april 1858, död den 27 september 1915, var en fransk författare.
Gourmont blev mest känd som symbolismens estetiker och en snabbsynt kulturkrönikör i tidskriften Mercure de France från 1888. Han uppträdde även som en mycket produktiv författare inom de mest vitt skilda områden. Gourmont debuterade först som romanförfattare med Merlette (1886), som följdes av Sixtine (1890), Les chevaux de Diomède (1897), Une nuit au Luxembourg (1906), Un cœr virginal (1907) och novellsamlingarna Histories magiques (1894), Le pélérin du silence (1896), D'un pays lointain (1898), samt Couleurs (1908). Därutöver har han utgett ett häfte lyrik samt ett par dramatiska arbeten. Sin väsentliga gärning nedlade han dock som litteraturkritiker med arbeten som Le livre de masques (2 band, 1896-98) och Promenades littéraires (5 serier, 1904-13 och två postuma), som estekiker med arbeten som La culture des idées (1900), Le chiemin de velours (1902), samt som kulturfilosof med arbeten som Promenades philosophiques (3 serier 1905-09) och Épilogues (4 serier, publicerade i Mercure de France 1895-1912, utgivna 1903-13).